# Dorure par déplétion

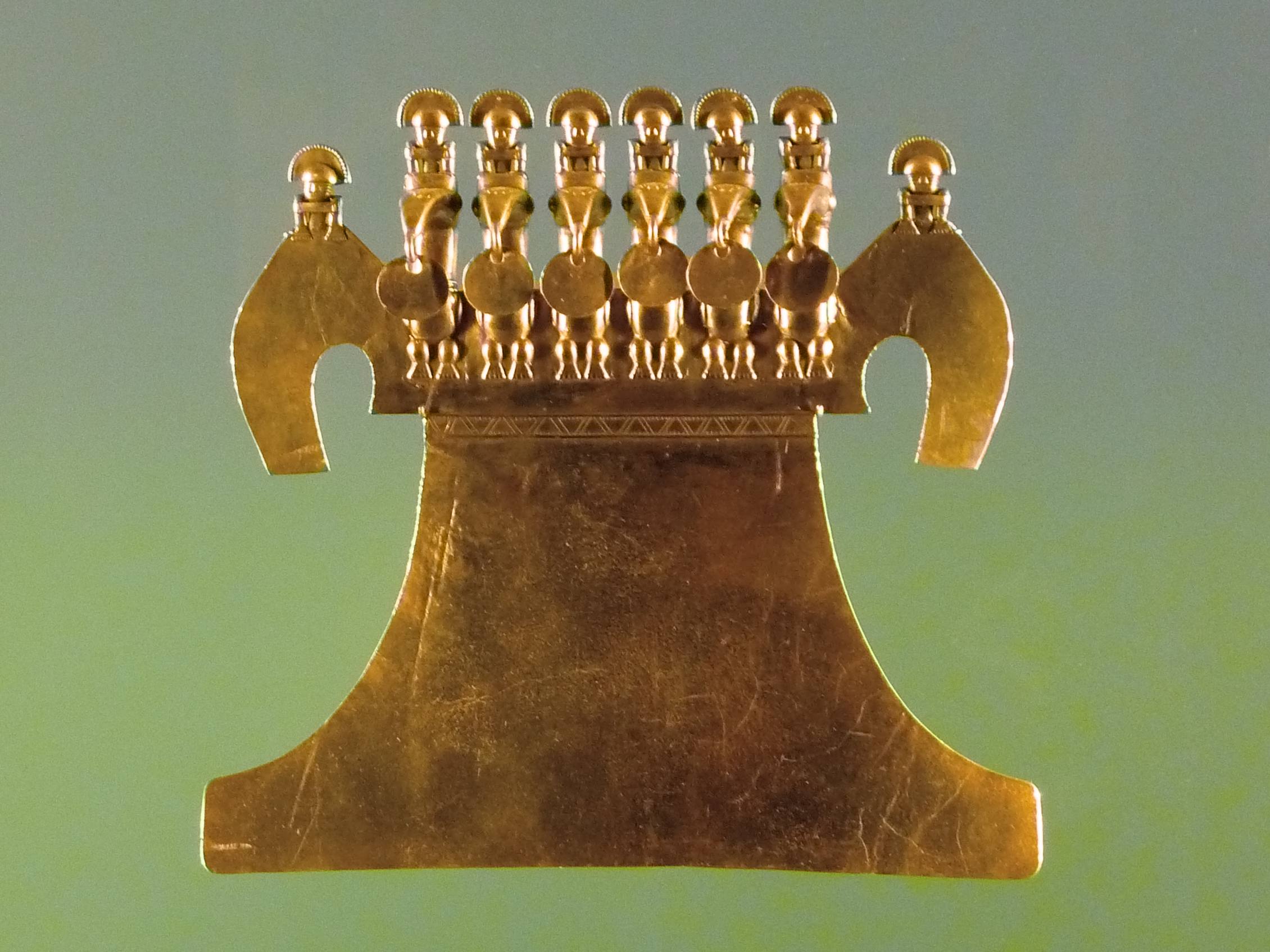
Pectoral chamanique précolombien

La dorure par déplétion dite aussi par enlèvement ou par décapage de surface est un traitement des alliages d'or qui consiste à soustraire en surface tout ce qui n'est pas de l'or par grillage, brossage et attaque acide. Le résultat est une couche d'or de titre élevé sur une pièce d'alliage pauvre.
Cette technique est déjà utilisée au Pérou pendant le IIe millénaire av. J.-C., sur le tumbaga, un alliage de métaux natifs (essentiellement cuivre, argent et or) qui ne contient parfois que 5 % d'or.